# Rio Gândac
O Rio Gândac é um rio da Romênia, afluente do Bistriţa, localizado no distrito de Suceava.